# Lothar Collatz

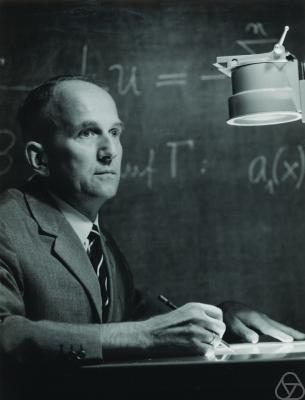
Foto aus der Sammlung des Mathematischen Forschungsinstituts Oberwolfach

Lothar Collatz (* 6. Juli 1910 in Arnsberg; † 26. September 1990 in Warna) war ein deutscher Mathematiker.

## Leben und Wirken
Das Abitur legte Collatz im März 1928 am Marienstiftsgymnasium in Stettin ab. In den Jahren von 1928 bis 1933 studierte er Mathematik und Physik an verschiedenen Universitäten in Deutschland (Berlin, München, Greifswald und Göttingen), wobei er Vorlesungen von Erhard Schmidt, Richard von Mises, David Hilbert, Erwin Schrödinger, Richard Courant und Constantin Carathéodory hörte.
Bei Schrödinger und Mises legte er 1933 die Staatsexamina in Physik bzw. Mathematik  ab. Zwei Jahre später wurde er mit der Arbeit Das Differenzenverfahren mit höherer Approximation für lineare Differentialgleichungen bei Alfred Klose und Erhard Schmidt promoviert. Richard von Mises, der ihn eigentlich betreut hatte, musste wegen der Machtergreifung durch die Nationalsozialisten Deutschland verlassen.
Im November 1933 trat Collatz der SA bei und am 6. Mai 1935 dem NS-Dozentenbund. Am 3. September 1937 beantragte er die Aufnahme in die NSDAP und wurde rückwirkend zum 1. Mai desselben Jahres aufgenommen (Mitgliedsnummer 5.057.225).
Nach dem Staatsexamen war Collatz Assistent an der Universität in Berlin, um dann 1935 an die TH Karlsruhe zu wechseln und bei Theodor Pöschl und Wilhelm Quade  am Institut für Technische Mechanik zu arbeiten. Dort erlangte er 1937 die Habilitation. Von Mitte Februar bis Ende März 1937 nahm Collatz an einem Dozentenlager des NSDDB auf Schloss Tännich in Thüringen teil. Von 1938 bis 1943 betätigte er sich als Privatdozent in Karlsruhe.
In den Kriegsjahren war er in Darmstadt bei Alwin Walther am Institut für Praktische Mathematik beschäftigt und wirkte am Raketenprogramm mit. Im Jahre 1943 folgte er einem Ruf der TH Hannover als Professor für Mathematik. Als Professor für angewandte Mathematik wirkte er ab 1952 bis 1990 an der Universität Hamburg. Dort hatte er 1953 das Institut für Angewandte Mathematik gegründet, und in der Zeit seines Wirkens in Hamburg erfuhr er international große Anerkennung. Nach seiner Emeritierung 1978 war er als Vortragender und Diskussionsleiter auf mathematischen Tagungen allgegenwärtig. Er starb 1990 auf einer Konferenz in der bulgarischen Hafenstadt Warna.
Seit 1940 war Collatz mit Martha Togny verheiratet.

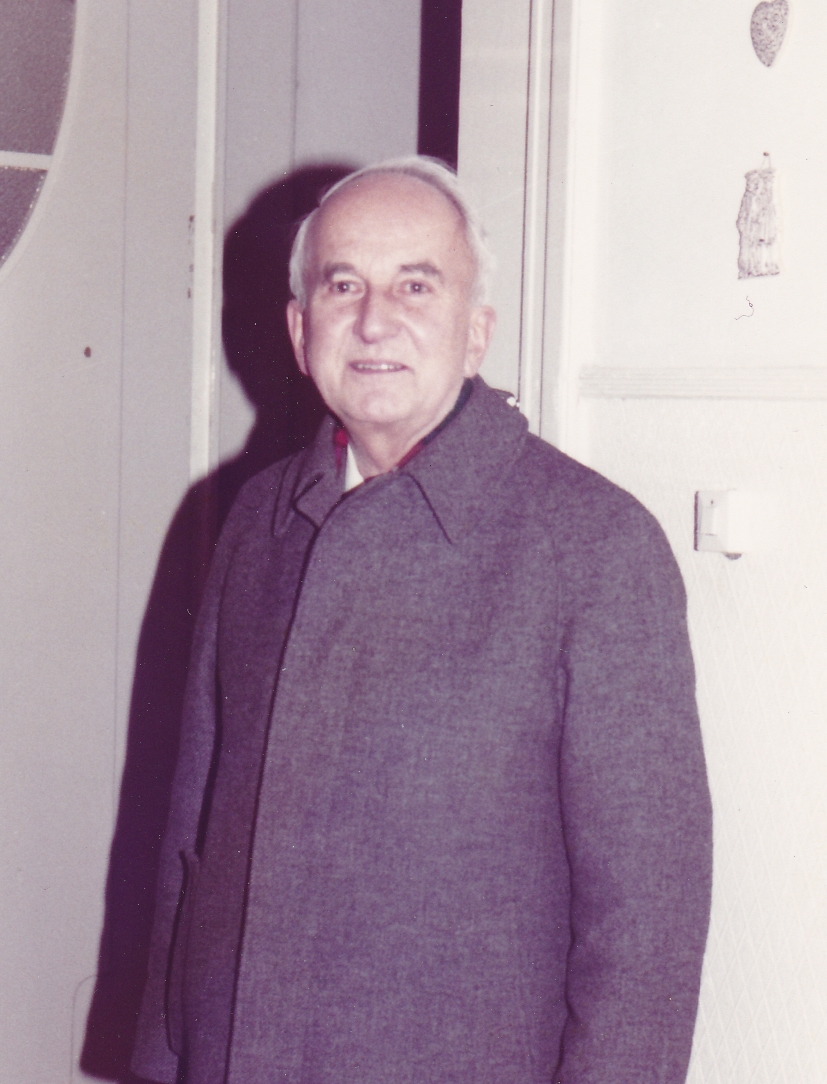
Lothar Collatz 1984

Lange Jahre redigierte er anonym die beliebten „Logeleien“ der Wochenzeitung „Die Zeit“. Zu seinen Doktoranden gehörten die Professoren Werner Krabs, Frank Natterer, Karl-Peter Hadeler, Johann Schröder, Wolfgang Wetterling, Ludwig Elsner, Burkhard Monien, Klaus Glashoff, Claus Peter Ortlieb, Günter Bertram, Julius Albrecht und Werner Uhlmann.
Ihm zu Ehren wird der Collatz-Preis vergeben.

## Mathematische Arbeiten
Von seinem Wirken als Mathematiker ist allgemein das 1937 veröffentlichte Collatz-Problem bekannt, das bis heute ungelöst ist. Ansonsten hat er sich als ein bedeutender Vertreter der angewandten Mathematik für den Bereich der numerischen Mathematik große Anerkennung erworben.
Bedeutende Untersuchungen führte er auch auf dem Gebiet der Funktionalanalysis und der Theorie von Differential- und Integralgleichungen durch. Begonnen hatten seine Forschungen schon in den dreißiger Jahren mit den Differenzenverfahren und ihren Fehlerabschätzungen. Dabei befasste er sich auch mit Differenzenverfahren höherer Approximationen.
Es folgten Arbeiten zur Abschätzung von Eigenwerten von Matrizen und Differentialgleichungen. Er untersuchte u. a. die Struktur geometrischer Ornamente, periodische Splinefunktionen, Bifurkationen und die Spektren von Graphen.
Er veröffentlichte mehrere Standardwerke zur numerischen Mathematik, die auch übersetzt wurden.

## Schriften (Auswahl)
- Das Differenzenverfahren mit höherer Approximation für lineare Differentialgleichungen (= Schriften des mathematischen Seminars und des Instituts für angewandte Mathematik der Universität Berlin – Band 3/Heft 1), Leipzig 1935
- Eigenwertprobleme und ihre numerische Behandlung. Leipzig 1945
- Eigenwertaufgaben mit technischen Anwendungen. Leipzig 1949, 1963
- Numerische Behandlung von Differentialgleichungen. Berlin 1951, 1955 (engl. 1966)
- Differentialgleichungen für Ingenieure. Stuttgart 1960
- mit Wolfgang Wetterling Optimierungsaufgaben Berlin 1966, 1971 (engl. 1975)
- Funktionalanalysis und Numerische Mathematik. Berlin 1964
- Differentialgleichungen. Eine Einführung unter besonderer Berücksichtigung der Anwendungen. Stuttgart, Teubner Verlag, 1966, 7. Auflage. 1990
- mit Julius Albrecht Aufgaben aus der angewandten Mathematik I. Gleichungen in einer und mehreren Variablen. Approximationen. Berlin 1972
- Numerische Methoden der Approximationstheorie. Band 2. Vortragsauszüge der Tagung über Numerische Methoden der Approximationstheorie vom 3.–9. Juni 1973 im Mathematischen Forschungsinstitut Oberwolfach, Stuttgart 1975
- mit Werner Krabs: Approximationstheorie: Tschebyscheffsche Approximation und Anwendungen. Teubner 1973
- mit Rüdiger Nicolovius Rand- und Eigenwertprobleme bei gewöhnlichen und partiellen Differentialgleichungen und Integralgleichungen, in Robert Sauer, Istvan Szabo Die mathematischen Hilfsmittel des Ingenieurs, Band 2, Springer Verlag 1969

Einige Online zugängliche Aufsätze:
- Collatz: Theoretische Grundlagen der numerischen Mathematik, Jahresbericht DMV 1962/3
- Collatz: Einschliessungssatz für charakteristische Zahlen von Matrizen, Math.Zeitschrift 1942
- Collatz: Einschliessungssatz für Eigenwerte von Integralgleichungen, Math.Zeitschrift 1942
- Collatz: Über die Konvergenzkriterien für Iterationsverfahren für lineare Gleichungssysteme, Math.Zeitschrift 1950
- Collatz, Schröder: Einschliessung der Lösung von Randwertaufgaben, Numerische Mathematik 1959

## Ehrung zum Dr. hc.
- 1956: Universität São Paulo
- 1967: Technische Hochschule Wien
- 1974: University of Dundee
- 1977: Brunel University London
- 1981: Universität Hannover
- 1985: Universität Augsburg
- 1990: Technische Universität Dresden

## Mitgliedschaft
- Akademie der Wissenschaften von Bologna
- Akademie der Wissenschaften von Modena
- Deutsche Akademie der Naturforscher Leopoldina (seit 1962)
- Gesellschaft für Angewandte Mathematik und Mechanik
- Mathematische Gesellschaft in Hamburg
- The National Geographic Society